# Trollgas Adventskalender
Trollgas Adventskalender är ett album av Birgitta Götestam, Staffan Götestam och Peter Flack, lanserat på grammofon 1975.

## Låtlista
Sida 1
1. Trollga säger Godda'
2. Trollgas Signaturmelodi
3. Det ringer hemma hos Trollga.
4. Blind
5. Got the life
6. Trollgas berättar om Rock-Stubb-Uno
7. Ljusa Advent
8. Trollgas Tramp
9. Trolljazz-Jam-Skrammel-Dunder-Konsert
10. Trollga tar sig en funderar
11. Trollga får anbud från Trollywood
12. Trollgas rimtjänst

Sida 2
1. Trollga har varit Lucia
2. Folke Tut ringer
3. Gubben vinter
4. Trollga får telegram
5. Trollgas svansar
6. Svansgarderoben
7. Ful som ett troll
8. Trollga blir arg
9. Trollgas Bageri
10. Trollga klär granen
11. Dan före dan
12. Julafton